# Tarkan
Тарка́н Тевето́глу (тур. Tarkan Tevetoğlu; нар. 17 жовтня 1972 року, Альцай, Рейнланд-Пфальц, Німеччина), більш відомий як просто Tarkan — турецький співак, автор-виконавець і продюсер. У Туреччині відомий як «Принц Поп-Музики» за вплив на країну своїми шоу під час концертів. Таркан випустив декілька платинових альбомів, розпроданих кількістю близько 19 мільйонів екземплярів. Є власником музичної компанії «HITT Music», створеної 1997 року. Таркан — один з небагатьох артистів, який зумів стати відомим в Європі, не заспівавши жодної пісні англійською мовою. Музичний портал «Rhapsody» визнав Таркана ключовим артистом в історії європейської поп-музики з його піснею «Şımarık».

## Дискографія

### Альбоми
- Yine Sensiz (1992)
- Aacayipsin (1994)
- Ölürüm Sana (1997)
- Tarkan (міжнародний дебют) (1998)
- Karma (2001)
- Dudu (2003)
- Come Closer (перший англомовний альбом) (2006)
- Metamorfoz (2007)
- Metamorfoz Remixes (2008)
- Adımı Kalbine Yaz (2010)

### Сингли
- «Şımarık» (міжнародний) (1998)
- «Şıkıdım» (міжнародний) (1999)
- «Bu Gece» (міжнародний) (1999)
- «Kuzu Kuzu» (домашній) (2001)
- «Hüp» (домашній) (2001)
- «Bounce» (домашній/міжнародний) (2005/2006)
- «Start the Fire» (домашній/міжнародний) (2006)
- «Uyan» (з Orhan Gencebay) (домашній) (2008)
- «Sevdanın Son Vuruşu» (домашній) (2010)
- «Adımı Kalbine Yaz» — «(Write My Name Onto Your Heart)» (2010)